# Euphyllura olivina
Espèce
Euphyllura olivina, le psylle de l'olivier ou psylle du coton des fleurs, est une espèce d'insectes hémiptères de la famille des Psyllidae (ou des Liviidae selon certaines classifications), originaire du bassin méditerranéen.
Cet insecte piqueur-suceur est un ravageur de l'olivier, susceptible de causer des dégâts importants en cas de pullulation. Les dégâts sont dus tant à l'activité directe des piqûres alimentaires qui affaiblissent les arbres et affectent le rendement qu'à l'effet indirect des sécrétions cireuses qui provoquent l'avortement de nombreuses fleurs.

## Taxinomie
L'espèce a été décrite pour la première fois en 1839 par l'entomologiste italien Oronzio Gabriele Costa sous le nom de Trips olivinus, corrigé peu après en Thrips olivinus.
Elle a été reclassée dans le genre Psylla en 1845 par Baldassare Romano.
Décrite par ailleurs en 1840 par l'entomologiste français, Boyer de Fonscolombe, sous le nom de Psylla oleae, elle est reconnue comme synonyme d'Euphyllura olivina par Löw en 1882.